# Morphopoides
Morphopoides is een geslacht van rechtvleugeligen uit de familie doornsprinkhanen (Tetrigidae). De wetenschappelijke naam van dit geslacht is voor het eerst geldig gepubliceerd in 1930 door Rehn.

## Soorten
Het geslacht Morphopoides omvat de volgende soorten:
- Morphopoides coriaceum Rehn, 1930
- Morphopoides folipes Hancock, 1909
- Morphopoides madagascariensis Günther, 1939
- Morphopoides tessmanni Günther, 1939